# Stora Hallsjön
Stora Hallsjön är en sjö i Östhammars kommun i Uppland och ingår i Olandsåns huvudavrinningsområde. Sjön är 2,1 meter djup, har en yta på 0,236 kvadratkilometer och befinner sig 16 meter över havet. Vid provfiske har abborre, gädda och mört fångats i sjön.

## Delavrinningsområde
Stora Hallsjön ingår i det delavrinningsområde (667437-163821) som SMHI kallar för Utloppet av Stora Hallsjön. Medelhöjden är 22 meter över havet och ytan är 3,29 kvadratkilometer. Det finns inga avrinningsområden uppströms utan avrinningsområdet är högsta punkten. Vattendraget som avvattnar avrinningsområdet har biflödesordning 2, vilket innebär att vattnet flödar genom totalt 2 vattendrag innan det når havet efter 25 kilometer. Avrinningsområdet består mestadels av skog (90 procent). Avrinningsområdet har 0,24 kvadratkilometer vattenytor vilket ger det en sjöprocent på 7,2 procent.